# Movimento em Falso
Falsche Bewegung (bra/prt: Movimento em Falso) é um filme alemão de 1975, do gênero comédia dramática, dirigido por Wim Wenders, com roteiro de Peter Handke baseado em Wilhelm Meister LehrJahre, de Johann Wolfgang von Goethe.
É a segunda parte da trilogia dos "filmes de estrada" do diretor. Os outros são Alice in den Städten (1974) e Im Lauf der Zeit (1976). Protagonizado por Rüdiger Vogler (que às vezes faz pequenas narrações) e Hanna Schygulla, o filme marca a estreia de em cinema de Nastassja Kinski, aos treze anos.

## Elenco
- Rüdiger Vogler...Wilhelm
- Hans Christian Blech...Laertes
- Hanna Schygulla...Therese Farner
- Nastassja Kinski...Mignon
- Peter Kern...Bernhard Landau
- Ivan Desny...industrial suicida
- Marianne Hoppe...a mãe
- Lisa Kreuzer...Janine
- Adolf Hansen...Schaffner

## Sinopse
A mãe está velha e cansada de seu filho Wilhelm, um aspirante a escritor que "não gosta de pessoas" e fica em seu quarto o tempo todo, e o manda embora dando-lhe algum dinheiro. Durante a viagem de trem pela Alemanha Ocidental, o jovem faz amizade com uma menina muda e seu velho tio, artistas de rua itinerantes que viajavam sem dinheiro e os ajuda com as despesas. Na estação de Hamburgo ele admira uma mulher que avista na janela de outra composição e ela acha que é um flerte e se encontra com ele em Bonn para um romance, mas ele continua acompanhado da dupla do trem. Pouco depois, o jovem poeta austríaco Bernhard começa a seguir o grupo pelas ruas, pois quer ler seus textos para Wilhelm. Bernhard leva a todos para o que seria a casa de um tio próxima as colinas perto do Rio Reno, mas se engana e entram na residência de um industrial solitário que está prestes a se suicidar.